# Jean Baptiste Claude Odiot

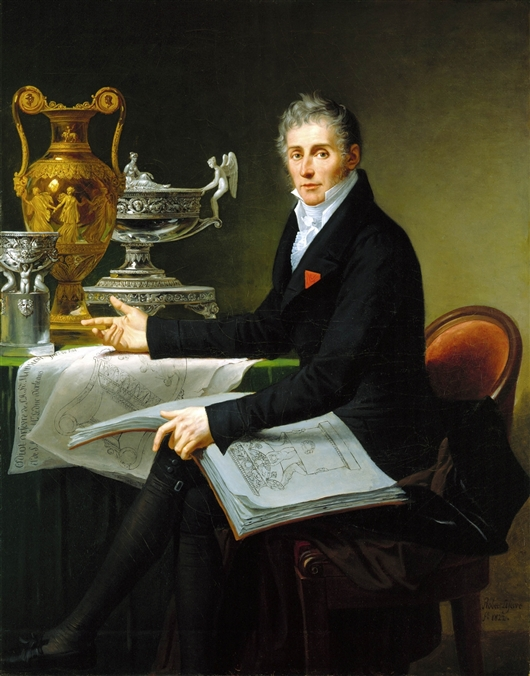
Portret Jeana Odiota autorstwa Roberta Lefèvrego (1822)

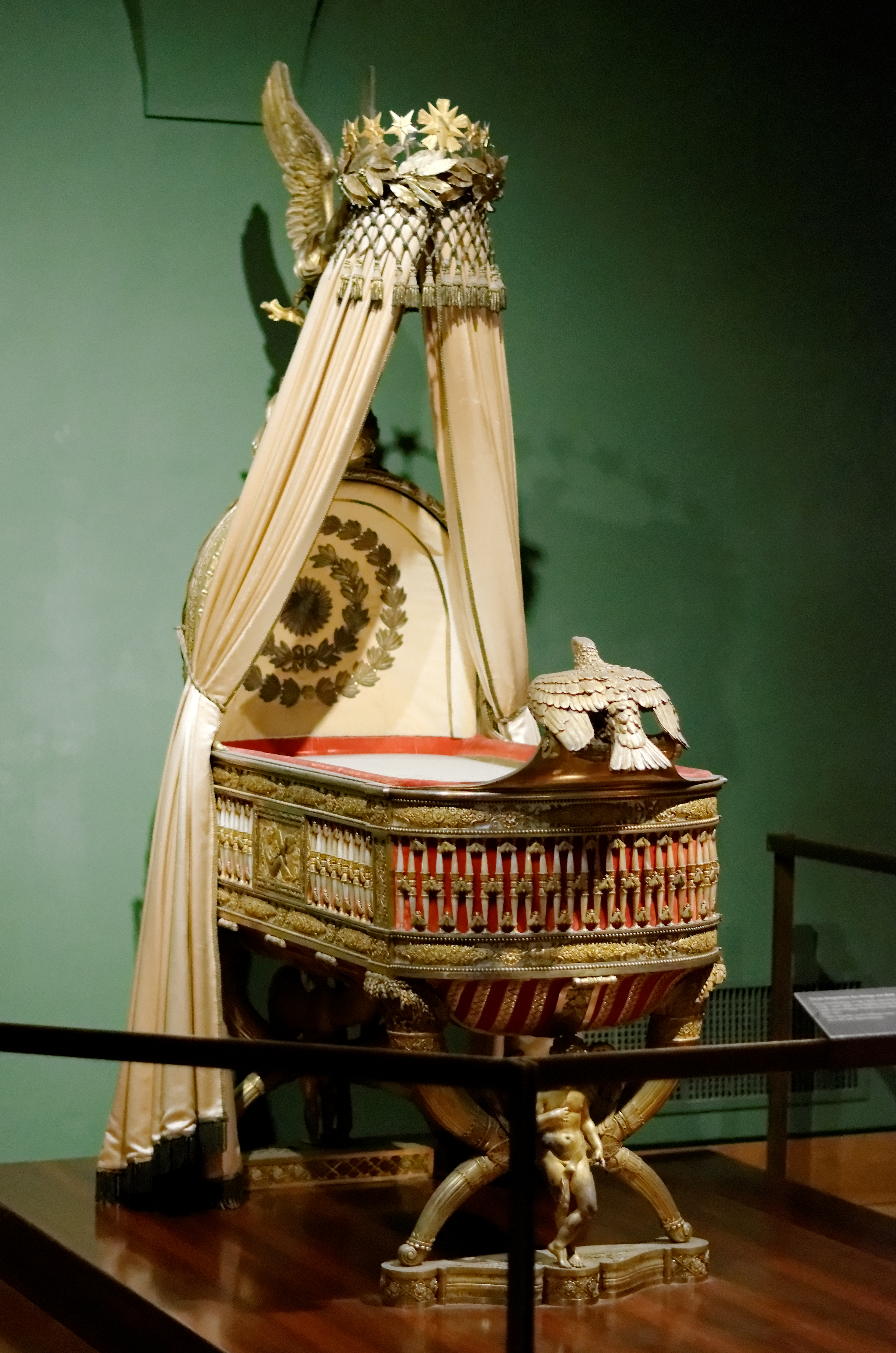
Kołyska króla Rzymu wykonana przez Odiota

Jean Baptiste Claude Odiot (1763–1850) – francuski złotnik, jeden z czołowych przedstawicieli empire'u, od początku epoki napoleońskiej prowadził w Paryżu własny zakład jubilerski; wprowadził m.in. innowacyjną technikę łączenia elementów śrubami; pod względem stylistycznym ulegał wpływom Jacques'a-Louisa Davida.

## Ważniejsze dzieła
- kołyska króla Rzymu z 1811 r. (proj. P.P. Prud'hone)
- relikwiarz św. Wincentego
- serwis dla Napoleona Bonaparte od miasta Paryża (1805)
- przybory toaletowe Cesarzowej Francuzów Marii Luizy Parmeńskiej (1810)